# 北浦愛
北浦 愛（きたうら あゆ、1992年11月26日 - ）は、日本の女優。東京都出身。

## 来歴
- 2004年、映画『誰も知らない』の長女・京子役で映画デビュー。11歳にして、繊細で存在感のある演技を見せた。
- 都内の大学に進学。

## 人物
- 特技は、英語、乗馬。

## 出演

### 映画
- 誰も知らない（2004年8月7日） - 福島京子 役
- ウール100%（英語版）（2006年10月28日） - 主役・アミナオシ 役
- きみの友だち（2008年7月26日） - 楠原由香 役
- 泣きたいときのクスリ（2009年1月10日） - 麻里子 役
- センチメンタルカラス[注 1]（2014年1月7日[2]） - カラス 役
- 銀の匙 Silver Spoon（2014年3月7日） - 栄真奈美 役
- 鉄馬と風（2014年3月8日）
- Out There（2015年）
- 死と恋と波と[注 2]（2015年）
- 電波に生きる[注 3]（2015年2月28日） - 甲本えり 役
- この国の空（2015年8月8日） - イソガイ 役
- RADWIMPSのHESONOO Documentary Film（2016年3月11日） - ナレーション
- 気ブン爽カイ[注 4]（2017年1月27日） - 吉本陽亜乃 役
- 友罪（2018年5月25日） - 千尋 役[3]
- 21世紀の女の子 「回転てん子とどりーむ母ちゃん」（2019年2月8日） - 主演[4]
- スペシャルアクターズ（2019年10月18日） - 富士松鮎 役
- 怪物 (2023年の映画)（2023年6月2日） - 八島万里子教諭 役
- 消えない灯り（2023年10月21日）[5]
- MIRRORLIAR FILMS Season8「ラの#に恋をして」（2025年12月公開予定）[6]

### テレビドラマ
- ドラマ8 ROMES/空港防御システム（2009年10月-12月、NHK総合） - ファースト 役
- 妖しき文豪怪談 第4回 後の日（2010年8月26日、NHK BS-hi） - 召使いの娘 役
- ドS刑事 第9話（2015年6月6日、日本テレビ） - 海江田ちさと 役
- コウノドリ 第5話（2015年11月13日、TBS） - 昔の加賀美 役[注 5]
- 美しき三つの嘘 第2話「炎」（2016年1月4日、フジテレビ）
- "青の時代"名曲ドラマシリーズ 荒井由実「ひこうき雲」（2016年3月24日、NHK BSプレミアム）
- 木曜時代劇 鼠、江戸を疾る2 第6話（2016年5月19日、NHK総合） - お良 役
- BS時代劇 立花登青春手控え2 最終回（2017年5月26日、NHK BSプレミアム） - おゆき 役
- dele 第7話（2018年9月7日、テレビ朝日） - 福山若菜 役
- この世界の片隅に 第8話（2018年9月9日、TBS） - 郵便配達員 役
- コタキ兄弟と四苦八苦 第11話 （2020年3月21日、テレビ東京系） - ミチル（安西未知留） 役
- MIU404 第6話（2020年7月31日、TBS） - 中山詩織 役
- クロサギ 第7話（2022年12月2日、TBS） - 根岸悦子 役

### テレビ番組
- グラジオラスの轍（フジテレビ） - ナレーション
  - 揺れる日本バスケットボール界 その中で生きる2人の挑戦（2015年1月18日）
  - 白井健三の白線流し（2015年5月3日）
  - 不屈のストライカー 鄭大世（チョン テセ）〜我ゴールを決める、故に〜（2018年2月11日）
- アキレアの橋〜2020遥かなる東京へ〜（BSフジ） - ナレーション
  - 第1回 体操・白井健三（2016年4月29日）
  - 第2回 レスリング・登坂絵莉と仲間たち（2016年5月27日）
  - 第6回 それぞれのオリンピック（2016年9月30日）
  - 第7回 五輪新競技ラプソディ（2016年10月28日）
  - 第8回 日本体育大学 体操競技部物語（2016年11月25日）
  - 第9回 女子7人制ラグビー日本代表・サクラセブンズ（2016年12月30日）
  - 第12回 番組が始まって一年、野村忠宏が駆け抜けた春夏秋冬を振り返る！（2017年3月31日）
  - 第13回 体操・白井健三（2017年4月23日）
  - 第18回 柔道世界選手権（2017年10月29日）
  - 第21回 女子アスリート特集 〜女の生きざま〜（2018年3月4日）
  - 第22回 成田緑夢（2018年3月25日）
  - 第23回 日本体育大学 体操競技部物語〜泣き虫キャプテン奮闘記〜（2018年4月29日）
  - 第24回 駆け引き（2018年9月23日）
- 独占告白24時間密着「絶対誰にも言いたくなかった」〜体操・白井健三 リオ五輪の真実〜（2016年9月10日、フジテレビ） - ナレーション
- メイキング・オブ・「万引き家族」（2018年5月21日 - 、日本映画専門チャンネル） - ナレーション

### CM
- ブエナビスタ
- 家庭教師のトライ 『個別指導篇』（2005年）
- 東京ガス 『家族の絆・山菜の味篇』（2008年9月 - 2009年9月15日）
- Panasonic 「そっとそこにあるもの」篇（2015年）
- ケンタッキーフライドチキン ソルティライムチキン「さっピリ体験」篇（2016年8月16日 - ）
- キユーピー やさしい献立「穏やかな生活」篇（2016年9月16日 - ） - ナレーション
- 大塚製薬 カロリーメイト「小さな栄養士 メープル」篇（2016年10月14日 - ）
- ダイハツ ミラ トコット「縁側」篇（2019年1月 - ） - 野口さん 役

### 配信ドラマ
- リアル鬼ごっこ ライジング 佐藤さんの正体！（2015年7月1日 - ） - 鈴木朔実 役
- 火花 第7話 - 第10話（2016年6月3日、Netflix） - 日向企画の社員 役
- 離れても、心ひとつ（2018年3月27日 - 、ウォルト・ディズニー・ジャパン）[7]

### 舞台
- はたらくおとこ
  - （2016年11月3日 - 20日、本多劇場）
  - （2016年11月23日、キャナルシティ劇場）
  - （2016年11月25日、JMSアステールプラザ）
  - （2016年12月2日・3日、松下IMPホール）
  - （2016年12月8日、名古屋市青少年文化センター）
  - （2016年12月14日、盛岡劇場）
  - （2016年12月16日、電力ホール）
- 春のめざめ
  - （2017年5月5日 - 23日、KAAT神奈川芸術劇場）
  - （2017年5月27日・28日、ロームシアター京都）
  - （2017年6月4日、北九州芸術劇場）
  - （2017年6月10日・11日、兵庫県立芸術文化センター）
- 24番地の桜の園 - ドゥニャーシャ 役
  - （2017年11月9日 - 28日、シアターコクーン）
  - （2017年12月2日・3日、まつもと市民芸術館）
  - （2017年12月8日 - 10日、森ノ宮ピロティホール）
- 赤鬼（2020年8月12日 - 8月16日、東京芸術劇場）
- serial number07「Secret War～ひみつせん～」（2022年6月9日 - 19日、東京芸術劇場 シアターウエスト）[8]

### MV
- Suck a Stew Dry「ウェイクミーアップ」（2015年8月20日）
- 東京理科大学オリジナル楽曲「未来への約束」（2015年12月15日）
- Sunny Day Service「すべての若き動物たち」（2017年7月2日）

### モデル
- 写真展「North Shore」（2014年7月31日 - 8月29日、銀座フォト・プロムナード）

## 受賞歴
- 2005年 第19回高崎映画祭 最優秀新人女優賞 『誰も知らない』